# Alpa Corral
Alpa Corral es una localidad de la pedanía de San Bartolomé, en el departamento Río Cuarto, en la provincia de  Córdoba, Argentina.
Ubicada a 70 km de la ciudad de Río Cuarto hacia el noroeste, en la falda oriental de la cadena de Los Comechingones. Se encuentra a 900 m s. n. m.
Está bordeada por el río Las Barrancas, que se forma en el paraje conocido como Unión de los Ríos, en la confluencia de los ríos El Talita y Las Moras. El río San Bartolomé, el río de Las Barrancas y el río de Piedra Blanca son los principales afluentes del Río Cuarto.

## Toponimia
Su nombre incorpora la palabra quichua alpa, que significa "tierra", de modo que significaría "corral de tierra".

## Geografía

### Población
Cuenta con 1274 habitantes (Indec, 2022), lo que representa un incremento del 36% frente a los 812 habitantes (Indec, 2010) del censo anterior.
| Gráfica de evolución demográfica de Alpa Corral entre 1991 y 2010 |
|                                                                   |
| Fuente: Censos nacionales del INDEC                               |

### Flora
Una exuberante vegetación adorna a esta hermosa villa, encontrándose alrededor de 300 especies de plantas, la mayoría de ellas nativas de Argentina. 
Dentro de la composición florística existen 8 especies utilizadas como forestales, 28 con aptitud forrajera, 42 empleadas como ornamentales y 120 con propiedades medicinales.
Personaje ilustre del bosque serrano, el "Molle de beber" es uno de los árboles más bonitos y útiles de la serranía Alpacorralense.

### Fauna

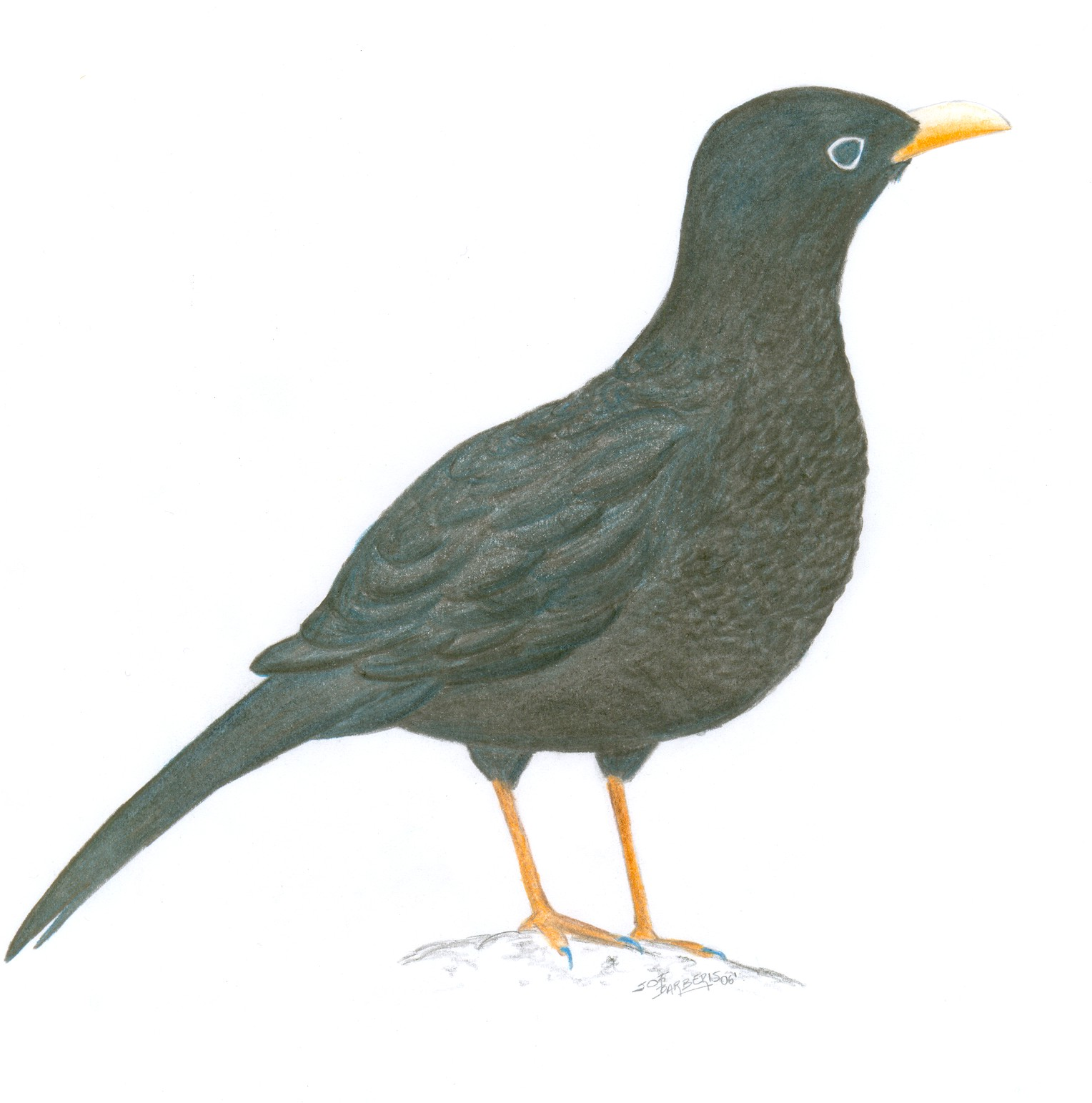
Zorzal negro.

Alpa Corral es un excelente entorno para apreciar los más variados cantos y colores de las aproximadamente 120 especies de aves que frecuentan el paisaje de esta villa. Además de sus hermosos cantos y curiosas formas, las aves tienen un preciado rincón en la cultura como protagonistas de poesías, adivinanzas, coplas, dichos, leyendas y un sinnúmero de manifestaciones artísticas.
Zorzal negro” ave insigne de la villa serrana de Alpa Corral. Compañera infaltable del paseo serrano.

### Sismicidad
La región posee sismicidad media; y sus últimas expresiones se produjeron:
- 22 de septiembre de 1908 (116 años), a las 17.00 UTC-3, con 6,5 Richter, escala de Mercalli VII; ubicación 30°30′0″S 64°30′0″O / -30.50000, -64.50000; profundidad: 100 km
- 16 de enero de 1947 (78 años), a las 2.37 UTC-3, con una magnitud aproximadamente de 5,5 en la escala de Richter (terremoto de Córdoba de 1947)[2]
- 28 de marzo de 1955 (70 años), a las 6.20 UTC-3 con 6,9 Richter: además de la gravedad física del fenómeno se unió el desconocimiento absoluto de la población a estos eventos recurrentes (terremoto de Villa Giardino de 1955)
- 7 de septiembre de 2004 (20 años), a las 8.53 UTC-3 con 4,1 Richter
- 25 de diciembre de 2009 (15 años), a las 21.42 UTC-3 con 4,0 Richter
- 2 de febrero de 2013 (12 años), a las 11:01 UTC-3 con 3,2 Richter[2]

La Defensa Civil municipal debe:
- realizar anualmente simulacro de sismo
- entregar MANUAL DE PROCEDIMIENTOS PARA CATÁSTROFES a medios de comunicación
- advertir con abundante señalética sobre escuchar - obedecer acerca de:

Área de Media Sismicidad con 6,0 Richter, hace 90 años, otro de mayor cimbronazo hace 116 años por el terremoto de Cruz del Eje 1908 con 6,5 Richter

## Historia
Dice Víctor Barrionuevo Imposti que antes de 1582 Gonzalo Martel de Cabrera recibe una merced de tierras en el río Cuarto, al casarse con María de Garay (hija del fundador de Santa Fe y Bs. As.). Este Martel de Cabrera es hijo de Don Jerónimo Luis de Cabrera, fundador de Córdoba .
Dicha merced de tierras abarcaba (incluyendo) las estancias de San Esteban de Bolon en el río Cuarto, El Tambo y San Bartolomé de la Sierra.
Posteriormente todas estas tierras pasan a Jerónimo L. de Cabrera II hijo de Gonzalo y María Garay, nieto y homónimo del fundador de Córdoba. La estancia de San Bartolomé de la Sierra incluía nuestra zona por lo que podemos afirmar que la misma presenta población estable europea a partir de los últimos años del siglo XVI (1580-1600).
En un documento del año 1653 (Esc. 1 leg. 99, A.H.C) se menciona que para esta época la estancia de S. Bartolomé tenía: “mil yeguas de vientre de cría de mulas y 50.000 vacas en la campaña y en la sierra”.
En 1662, siendo gobernador de Tucumán muere Jerónimo, y todas
estas tierras, incluida la estancia, pasan a su hijo el general Gerónimo L. de Cabrera III. A la muerte de este pasa, junto con la estancia de Las Lagunillas en las afueras de Córdoba, a su hija Doña María Rosa de Cabrera y Velazco. Esta se casa, el 10 de julio de 1689, con el general Juan de Echenique que era teniente gobernador de la ciudad de Córdoba.
Para esta época la estancia de S. Bartolomé abarcaba por el norte
hasta el actual deslinde de los departamentos. Río Cuarto y Calamuchita, por el este hasta una línea imaginaria que partía norte-sur, en la desembocadura del río Barrancas con el río Cuarto, al sur con el arroyo de Cipión y al oeste con el deslinde de las sierras con la provincia de San Luis (6 leguas de N a S por 10 leguas de E a O).
A la muerte de Juan Echenique (13 de julio de 1709), la estancia pasa por herencia a su segundo hijo Juan Agustín de Echenique y Cabrera y ya se divide en tres partes: San Bartolomé, La Tapa y Piedra Blanca. La primera para el mencionado Juan Agustín. La Tapa y Rodeo Viejo para su hermano Gregorio Silvestre y la estancia de la Piedra Blanca paRa su otro hermano Jerónimo Luis Echenique y Cabrera.
Juan Agustín (nacido el 28 de agosto de 1692), se casó el 7 de marzo de 1716 con María Josefa de Molina y murió el 5 de abril de 1765.
A su muerte la estancia de San Bartolomé vuelve a dividirse: la de San Bartolomé propiamente dicha, con un ancho de 4 leguas 4000 metros
de norte a sur, y la de las Tapias con un ancho de 1 legua y 1000 metros.
La primera pasa a su hijo José Gabriel de Echenique y Molina y Las Tapias a su otro hijo Francisco Javier que el 2 de noviembre de 1776 la vende a su primo Juan Patricio de Echenique. José Gabriel de Echenique y Molina, que había nacido el 14 de marzo de 1724, casó por primera vez con Magdalena de las Casas y murió en Río Cuarto el 26 de junio de 1781.
A su muerte la estancia de San Bartolomé es dividida nuevamente entre dos de sus hijos: San Bartolomé le toca a José Urbano de Echenique y de las Casas, y Alpa Corral y La Cocha a su hermana Josefa Martina quien desposa con Antonio Lucas Almiron.
Posteriormente la primera es dividida entre los hijos de José Urbano: San Bartolomé le toca a Pedro Antonio y los Albaricoques a Juan Francisco Regis Echenique. Lo mismo sucede con las estancia de Alpa Corral y La Cocha, que se divide entre los hijos de Martina: La Cocha para Ramona Almiron y Alpa Corral y la Aguada para Lucas Almiron.
Según el investigador Alejandro Moyano Aliaga, la primera mención de Alpa Corral y La Cocha se encuentra en el inventario de bienes,
iniciado el 9 de julio de 1781 con motivo del fallecimiento de Don José Gabriel de Echenique. Posteriormente en el libro de matrimonios de la catedral de Río Cuarto del año 1818, figuran en una partida unas personas como “vecinos de Alpa Corral”. Hasta el momento es la
segunda mención en documentos sobre la localidad. Allí se denomina
a La Cocha como un paraje (lugar o sitio de relativa importancia) y a
Alpa Corral como “puesto” (lugar o sitio de menor población que el
paraje), (A.H.C.Esc 3.1782-36-1). A Alpa Corral la heredó Doña Francisca Almiron, hermana de Lucas y esposa de Don Regis Echenique “El Degollado”; posteriormente sus yernos: José Cupertino y Cruz Echenique la vendieron con fecha 21 de octubre de 1855 a Silvestra Arias y a su hijo Wenceslao Claro (A. De catastro: A14-10:73).
Doña Silvestra Arias dispuso en su testamento, labrado en Río Cuarto
el 31 de julio de 1876, la donación a la capilla de Nuestra Señora del Tránsito, ya existente, de 65 varas a todos rumbos de lugar en que la misma estaba edificada (AHC-R5-1876-fs235). No hemos podido
averiguar de cuando es esta edificación. Pensamos que debe ser
posterior al año 1850. Se hace gran confusión porque existía desde
tiempos remotos una capilla en San Bartolomé y, probablemente, otra
en la estancia La Cocha, y a todas se las designaba, muchas veces,
con el nombre genérico de la primera. De todas formas en 1747 ya
existía en el paraje de San Bartolomé una capilla u oratorio dedicado
a este Santo. Hasta cuando subsistió este oratorio no lo sabemos.
Pensamos que llega alrededor de la década del año 1890. Sus ruinas
subsisten actualmente.
Hemos encontrado en el archivo de la catedral un inventario de las
existencias de esta capilla con fecha 1888 por lo que presuponemos
que su abandono y destrucción debe ser de años posteriores.
Con respecto a la de Ntra. Sra. Del Tránsito de Alpa Corral que,
pensamos, fue construida posteriormente a 1850 también hemos
ubicado, en el archivo de la catedral, partidas de matrimonios y
bautismos datadas en dicha capilla correspondiente al año 1862.
También un “inventario de lo que pertenece a la capilla de N. Sra. Del Tránsito de Alpa Corral” firmada en la misma capilla con fecha 11/2/1869.
Lleva la firma de Fray Luis Soli y en la misma hoja hay una ampliación con fecha 30/10/1871 también firmada por el citado fraile.
También existe otro inventario de 1877 firmado por Fray Ludovico
Quaranta Vicario.
La casona que se encontraba en los alrededores de la actual estación
de servicio, fue el antiguo puesto de la estancia de Alpa Corral y su
construcción debe haber sido a finales del siglo XVIII. Fue vivienda de
Francisca Almiron y posteriormente de Doña Silvestra Arias y en ella se desarrolló el hecho histórico con las tropas del Chacho Peñaloza en junio de 1863, que fuera relatado por Rodolfo Centeno en su libro
“Evocaciones Históricas” pag. 73.
Toda esta zona estaba muy poblada, para el censo de 1840 contaba
con alrededor de quinientos habitantes. -La actual ciudad de Río Cuarto tenía para esa época algo más de un mil doscientos cincuenta habitantes, lo que nos habla de la importancia de nuestra región.
Si bien Alpa Corral no fue fundada exprofeso actualmente consideramos
a doña Silvestra Arias como su fundadora espiritual.
Luego la estancia de Alpa Corral se dividió entre los hijos de Wenceslao Claro y pasa, fraccionándose, a las familias Echenique, Claro y de la Torre.

## Cultura

### Museo de Alpa Corral
El museo provincial de Alpa Corral se inauguró el 24 de enero de 2015. Está ubicado en el establecimiento de la que fuera la escuela Domingo F. Sarmiento, sobre la calle Los Ligustros. Cuenta con una sala de arqueología y paleontología, una línea de tiempo, una sala histórica y una de Artes Visuales donde se exhiben obras de arte. Además, cuenta con un escenario al aire libre para espectáculos y un paseo de las Artes con Feria de Artesanos y Productores de Alpa Corral.

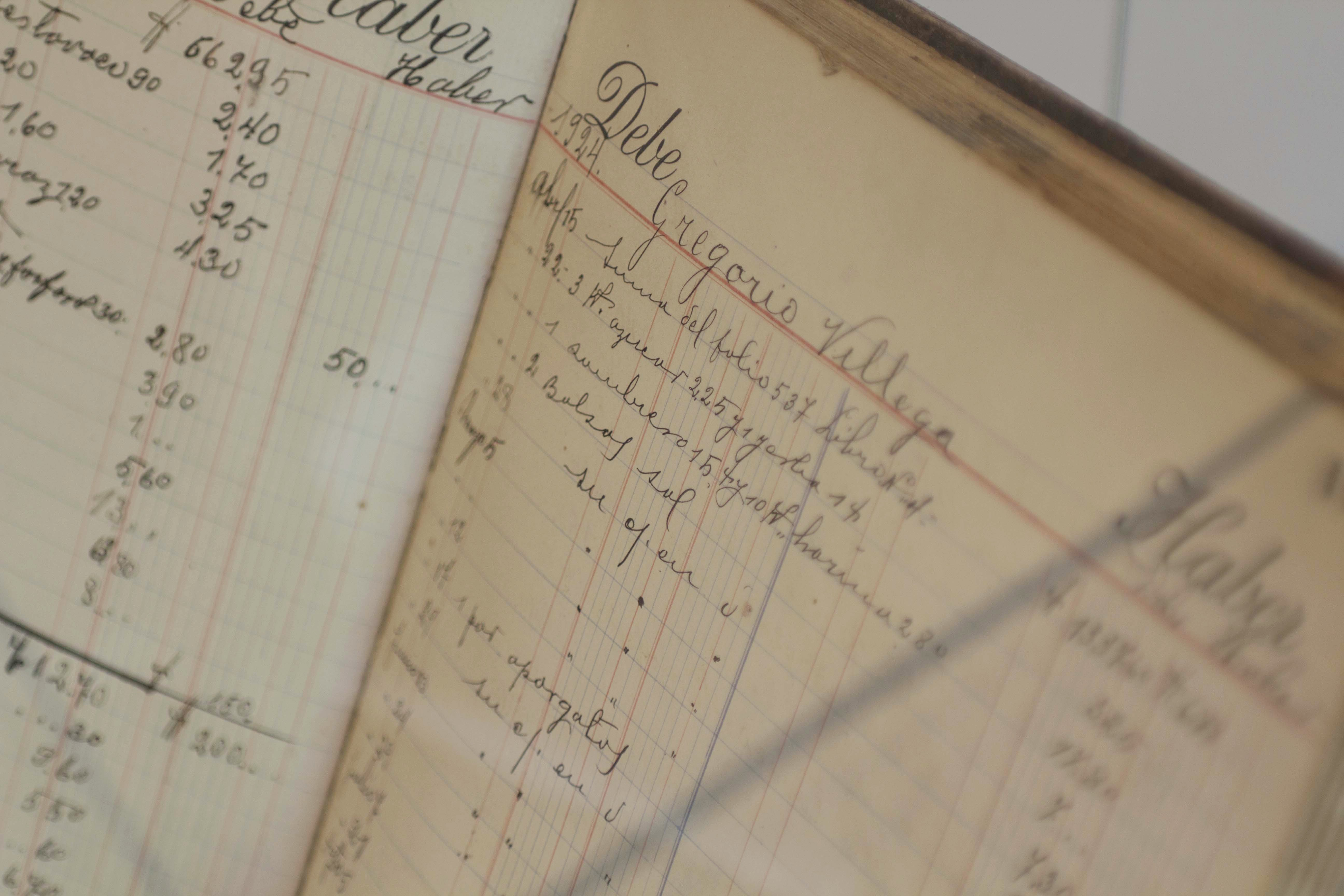

El Museo se fue dando a conocer en su localidad y en la región a raíz de la Sala de Línea de tiempo (basada en el libro “Alpa Corral, un pueblo, una historia” realizado por la escuela secundaria), a partir de la cual comienzan a suceder acercamientos por parte de la gente, ya sea para compartir sus recuerdos y versiones de los hechos históricos o para prestar objetos vinculados en alguna forma con el pueblo. Gracias a estos primeros lazos entre la institución y la comunidad surge la “Sala histórica”, donde se exhiben objetos antiguos de diferente índole, acompañados siempre con una nota de referencia que amplíe su relación con el pueblo: los trofeos del primer Club deportivo "El Cerrito", objetos de los primeros almacenes y barracas, tejidos de artesanas, relatos cedidos por los más ancianos que aún recuerdan "los tiempos de antes", entre otras cosas.
También se dio inicio a un archivo fotográfico y documental (digital y en papel) en constante ampliación, al que puede recurrir cualquier persona o institución interesada. La sala cuenta con una pizarra donde se exhiben las fotografías donadas por la gente y junto a ésta, un libro de notas donde los visitantes dejan por escrito la experiencia del emotivo recorrido.
La Sala de Paleontología y Arqueología presenta las diferentes etapas en la vida de los primeros habitantes de la zona, cazadores y recolectores. En el sector Arqueología son exhibidos materiales líticos de unos ocho mil años de antigüedad, como conanas, morteros, puntas de proyectil, boleadoras, hachas y raspadores. En cuanto a los materiales hechos en alfarería, el público puede contemplar fragmentos de distintas cerámicas características de Córdoba, las que se distinguen por sus dibujos geométricos, además de réplicas de las estatuillas antropomorfas, es decir, con formas de animales y humanos. 
En el sector Paleontología la sala exhibe réplicas de algunos ejemplares de la megafauna, como Gliptodontes y el Smylodon, popularmente conocido como el “Tigre Diente de Sable”, ejemplares que habitaron esta región entre 20 mil y 10 mil años atrás. Además, se expone el hallazgo de un ejemplar de “Perezoso”, encontrado recientemente en una pampa de altura en la sierra de los Comechingones, en proximidades de Alpa Corral.

### Radio 88.7
Su primera transmisión fue el 19 de enero de 2001, gracias al apoyo técnico de Pittaro comunicaciones y las gestiones a nivel nacional para la autorización de la puesta en el aire del Ing. Hugo Donadello y de la Municipalidad de Alpa Corral. Desde un comienzo el primer periodista fue Víctor Rapetti después pasa a un grupo de emprendedores de gente local como Carlos Cejas, Elva Oviedo, Norma Babastro, Verónica Carignano, etc. quedando como director fue el Lic. Carlos Rosales. Un profesional ejemplar nativo de nuestra villa.

### Estudio Alaniz-Tomás
Radicados en Alpa Corral desde 1997 con el objetivo de generar proyectos comprometidos con la música y el medio ambiente, Teresita Inés Alaniz, pianista y pedagoga de destacada labor internacional, y su esposo, Carlos Gustavo Tomás, barítono, concertista de clarinete y flauta barroca, al par que restaurador de pianos, ofrecen una variada actividad cultural de gran jerarquía que incluye recitales, amenas tertulias con interpretaciones en vivo.

### Grupo de Teatro
En el año 2005 empezó nuestra historia: comenzaron las clases de teatro en Alpa Corral.
Estudiamos las distintas disciplinas que conforman esta manifestación artística, pero no tardó en llegar las ganas de actuar, de hacer reír, de divertir y entretener.
Al año siguiente movidos por el afán de “hacer algo” nació IMANAY con su primer festival de teatro.
Gracias a la hermosa complicidad del público hoy seguimos con las ganas intactas, preparándonos en el multifacético mundo del teatro, escribiendo nuestros guiones eligiendo la música, haciendo vestuario y escenografía.
Este grupo tiene por característica teatral que su dirección es colectiva. A través de esta manifestación artística el grupo promueve la cultura y a su vez es solidario ya que los fondos recaudados son destinados a alguna institución de nuestra localidad.
En el transcurso de estos años se representaron las siguientes obras:
- De regreso en el pago (comedia costumbrista)
- Revolución productiva (comedia)
- Reportaje a Tarzán (sátira)
- El embarazo (trabajo de improvisación)
- El casamiento de la Dorotea (comedia costumbrista)
- El señor del castillo (infantil)
- Jetattore (adaptación de la obra clásica)
- Al que le toca le toca (obra formada por 4 monólogos)
- Una historia en el basurero (obra de títeres)
- El divorcio (comedia)
- Bicho raro (unipersonal)
- La herencia (comedia dramática)

Conforman este grupo:
- Marina Miles
- Fabián Cagnetta
- Carlos Rosales
- Claudia Sosa
- María Eugenia Ficco
- Betty Fernández
- Rodolfo Coria
- Claudia Mura
- Marcos Piedi
- Horacio Topito Godoy (técnica)
- María Rosa Álvarez de Rosales (dirección de sonido e iluminación)
- Adrián Llaly (dirección de escenografía y vestuario)

### AFS Libre
Un grupo de ex-becarios de intercambio de AFS de las décadas 80 y 90 ha tomado este hermoso paraje de Córdoba como sede de encuentros culturales que se realizan anualmente en marzo. En dichos encuentros denominados "get together", se comparten experiencias y anécdotas de viajes de intercambio a diversas culturas del planeta.

## Paseos
Alpa Corral es un destino turístico rodeado de naturaleza y bellos paisajes. Allí se pueden realizar los siguientes paseos:
- Puente colgante: la historia del puente colgante es sumamente singular, se levantó a fines del siglo XIX en el parque Sarmiento de la ciudad de Córdoba sobre una profunda depresión del suelo entonces existente. Cruzaba de norte a sur el principal paso capitalino en el área donde hoy se levanta el monumento al

Dante y era una extensión de la conocida barranca del pucara. Este puente colgante servía para acortar la distancia que los vecinos debían recorrer para llegar a la zona céntrica de la ciudad.
El gobernador de facto de la provincia, el General Bernardo Chasseing, visita la villa en reiteradas ocasiones y observando las características del cajón dona para Alpa Corral ese puente colgante. El traslado se realiza por camiones y las obras comenzaron a principio del año 1978.
En el año 1979 fue inaugurado el puente convirtiendo al lugar en un punto panorámico de incalculable belleza, además de facilitar el traslado de vehículos y peatones.
Este puente se instaló durante la gestión de José Lorente y también colabora en su obtención el Doctor Juan José Ficco. En la actualidad y por sus características, el espacio que ocupa y enmarca al puente colgante, es uno de los pocos sitios en la provincia en donde se puede practicar una modalidad de pura adrenalina como el puenting disfrutando de una caída libre de más de 45 m.

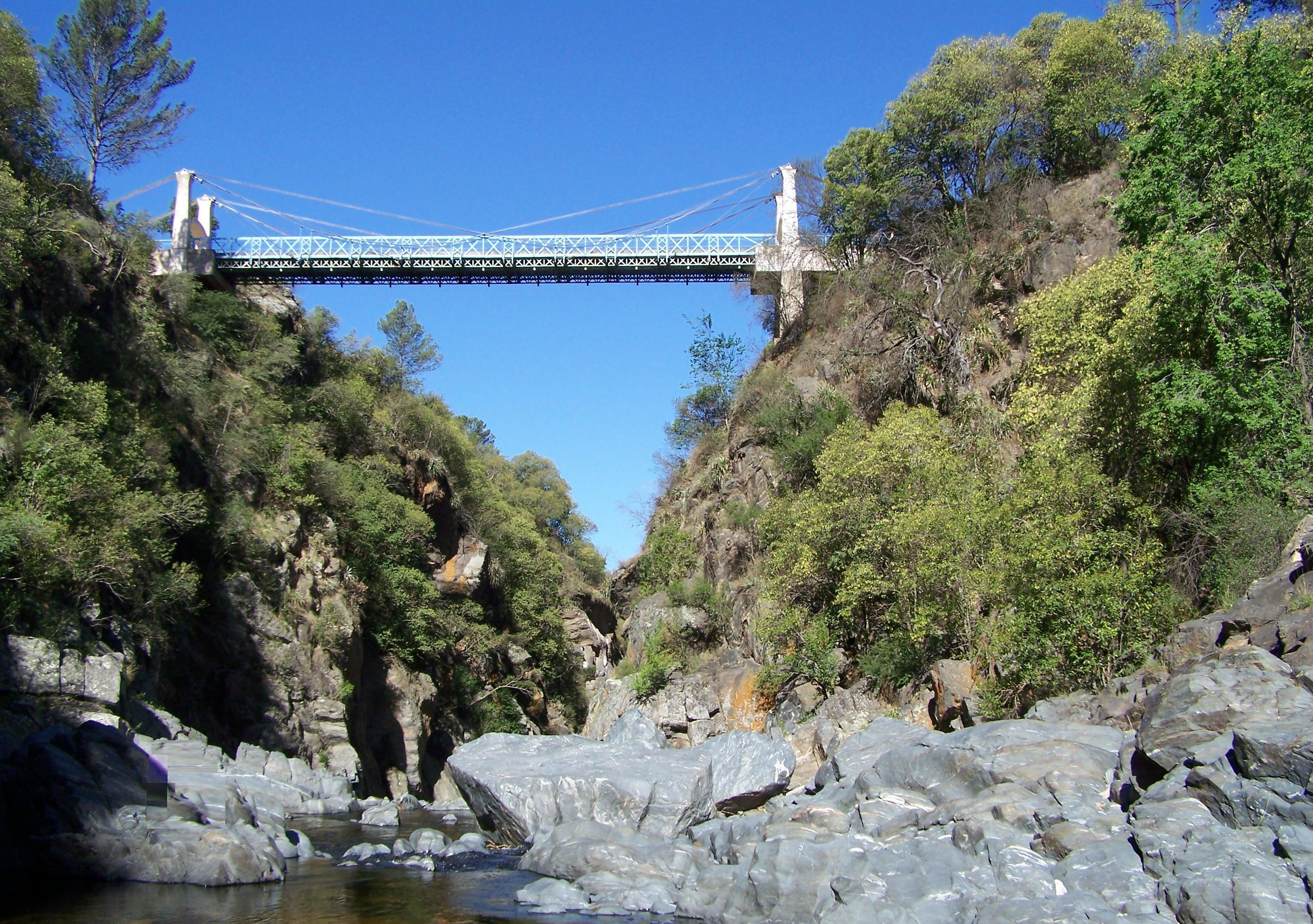
Puente colgante en Alpa Corral, Córdoba, Argentina.

- Capilla Hambare: a principios de siglo, el inglés Carlos D´Glymes, construyó sobre la calle que lleva su nombre la estancia Hambaré. Cerca del casco principal y enclavada en un lugar bellísimo, se edificó una capilla; para colocar en ella, se hizo traer desde Europa una Imagen de la Virgen de Pompeya, proyecto que nunca pudo concretarse. La imagen fue ubicada en una habitación de la estancia y trasladada muchos años después a la capilla del pueblo de Alpa Corral donde permanece hasta el día de hoy y puede ser visitada. Después de varios años, exactamente el 13 de abril de 1997, unos jóvenes que se encontraban en el lugar, observaron en una ventana de la vieja capilla una imagen de la Virgen reflejada en ella. A partir de este momento, el lugar se transformó en un sitio de continuo peregrinaje para muchísimos fieles que diariamente van allí a manifestar su fe y agradecimiento por los favores recibidos.
- El Codito: una curva del río especial para disfrutar del agua donde hay ollas que son baños extraordinarios.
- Las Lagunitas: es un recorrido que se puede realizar en vehículo. El visitante se interna en las sierras hasta un pequeño caserío con una escuelita. Se puede disfrutar en el trayecto de hermosos paisajes y de la vista de cerros de los cuales se extraía, antiguamente, cuarzo. Es un paseo para realizarlo especialmente en otoño, durante Semana Santa. Los valles presentan un aspecto único pues se cubren completamente de cosmos, flores que recrean la

vista con sus coloridos colores y son el deleite para el que gusta
de la fotografía.
- La gruta a la Virgen de Lourdes: hermoso lugar, muy visitado por los turistas y en el que se realiza una procesión el 11 de febrero desde la villa; para honrar a la virgen.
- El Cajón: lugar de esparcimiento ideal para gozar en soledad del rumor del agua. Profundo tajo mineral que captura al hombre en su contemplación.

Los pinares: sector donde se pueden alquilar cabañas, muy próximo al río.
- Unión de los ríos Las Moras y el Talita: por un camino sinuoso de Alpa Corral se llega hasta un paisaje encantador donde estos ríos, que descienden desde la montaña por distintos rumbos, se unen en el mismo cauce y corren hermanados hacia el valle formando el río Las Barrancas (ubicado a 3 km)
- La Olla: pequeña olla enclavada en la montaña alimentada por aguas de vertientes que caen en cascada hacia el río.
- El Vado: cruza el río Talita y antes de atravesarlo se percibe un cerro donde en su cima la milagrosa Virgen de Valle contempla cada día.

- Villa Jorcorico: se puede arribar en automóvil entrando por un camino muy sinuoso que se encuentra a 3 km antes de llegar a Alpa Corral o caminando desde el cementerio local tomando por un sendero hasta una represa construida para alimentar una turbina que proporcionó luz eléctrica a Alpa Corral durante muchos años. En frente mismo de la Villa Jorcoricó el turista puede disfrutar del río que cuenta en ese lugar con baños naturales realmente excepcionales.
- Calles del pueblo en otoño: en los meses de otoño se puede disfrutar de tranquilas caminatas por las calles de nuestra villa. Llenándose del dorado reflejo del sol en las pacíficas aguas del río.
- El Talita: subiendo río arriba Después de la Unión de los Ríos encontramos el Vado y luego el Talita, este paseo cuenta con Pinares, Excelentes Baños Naturales y Magnífica Vista.